# فاطمة موسى
فاطمة موسى محمود. (25 أبريل 1927، القاهرة - 13 أكتوبر 2007،)، أكاديمية ومترجمة وناقدة أدبية مصرية.

## حياتها

### دراستها وعملها الأكاديمي

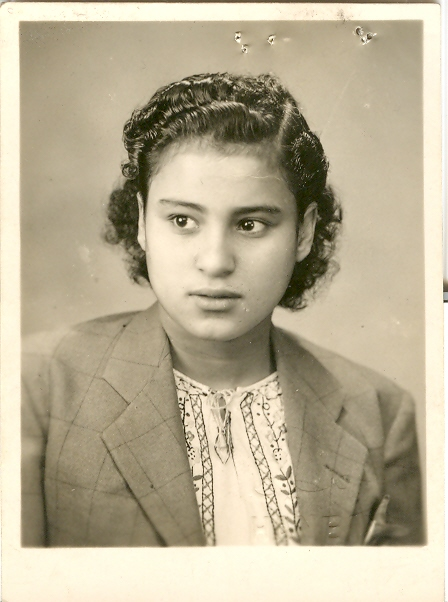
فاطمة موسى في مرحلة الصبا

حصلت فاطمة موسى على درجة الليسانس في اللغة الإنجليزية وآدابها من الدرجة الأولى مع مرتبة الشرف من جامعة فؤاد الأول في القاهرة سنة 1948، ثم درجة الماجسيتر في اللغة الإنجليزية وآدابها من جامعة القاهرة سنة 1954، ثم دكتوراه الفلسفة في اللغة الإنجليزية وآدابها من كلية وستفيلد في جامعة لندن سنة 1957.
بدأ عملها الأكاديمي بعملها عن أثر 'الرواية الشرقية' في الأدب الأوربي في القرنين الثامن عشر والتاسع عشر، وكتابتها يكثر الاقتباس منها فيما يتعلق بتاريخ ألف ليلة وليلة وأثرها في الأدب الغربي. انتقلت بعد ذلك إلى مجال آخر من البحث الأكاديمي هو أثر الرواية الأوربية في نهضة الرواية المصرية.
دأبت فاطمة موسى في أعمالها على بناء جسور بين 'أدب الغرب' و'أدب الشرق' فكتبت دراسات تتناول أدب من جانبي العالم في الجانب الآخر. كما أنها درست وساعدت أجيالا من الدارسين والأكاديمين والأدباء العرب على العمل في هذا المجال، وظلت نشيطة حتى وفاتها في 2007.
ظلت فاطمة موسى نشيطة حتى أواخر أيامها، فاستمرت تدرس فصولا للدراسات العليا في جامعة القاهرة وتشرف على رسائل الدكتوراه وتدير لجنة الترجمة بالمجلس الأعلى للثقافة.

## المؤتمرات التي شاركت فيها
أولا: المؤتمرات الدولية
- مؤتمرات الاتحاد الدولي لأساتذة كرسي اللغة الإنجليزية بالجامعات وتعقد كل عامين بانتظام آخرها مؤتمر كوبنهاغن، عام 1995.
- مؤتمر الاتحاد الدولي للغات الحديثة بأريزونا، عام 1981.
- مؤتمر الاتحاد الدولي للأدب المقارن في باريس، عام 1985 وميونخ، عام 1988.
- مؤتمرات شكسبير بمركز دراسات شكسبير في ستراتفورد بانتظام منذ 1978.
- مؤتمرات الجمعية البريطانية لدراسات الشرق الأوسط، لقاء سنوي في جامعات إنجلترا.
- مؤتمر المعهد الإيطالي للدراسات الشرقية بنابولي، عام 1982.
- مؤتمر الرحلة والحج في الأدب الإسلامي، قسم الدرسات العربية بجامعة أكسترا بالمملكة المتحدة، عام 1989.
- مؤتمر دراسات الشرق الأوسط بجامعة باريس، عام 1988.
- مؤتمر شعبان التذكاري بجامعة أكسترا التراث والحداثة في الدراسات العربية، عام 1994.

ثانيا: مؤتمرات قومية ودولية في العالم العربي قدمت فيها بحوث أو أوراق عمل
- مؤتمر أساتذة الأدب الإنجليزي بجامعات الخليج، الكويت، عام 1983.
- مؤتمر تدريس اللغة والأدب الإنجليزي بالجامعات الأردنية، عمان، عام 1984.
- المؤتمر الدولي لنجيب محفوظ والرواية العربية، جامعة القاهرة، عام 1990.
- الندوة الدولية لعبد الله النديم بالمجلس الأعلى للثقافة، عام 1995.
- الندوة الدولية لبيرم التونسي بالمجلس الأعلى للثقافة، عام 1996.
- ندوة مسرح الستينيات بالمجلس الأعلى للثقافة، عام 1996.
- الندوة الدولية لذكرى عباس محمود العقاد بالمجلس الأعلى للثقافة، عام 1996.
- الندوة الدولية: محمد حسنين هيكل وجهود التنوير بالمجلس الأعلى للثقافة، عام 1996.
- المؤتمر الدولي لدراسات الأدب المقارن، جامعة القاهرة، عام 1995.

## التأليف والنقد الأدبي
كناقدة أدبية في الصحافة العربية كتبت فاطمة موسى بتوسع عن كل من الأدب العربي والأوربي، وقال عنها نجيب محفوظ في وقت ما أنها أفضل من تناول أعماله بالنقد. ومن أبرز مؤلفات فاطمة موسى «قاموس المسرح».

## فاطمة موسى مترجمة
قامت فاطمة موسى بترجمة عدة مسرحيات لشكسبير من بينها الملك لير، التي عرضها المسرح القومي المصري عام 2002، كما كانت من أوائل من اضطلعوا بترجمة أعمال نجيب محفوظ إلى الإنجليزية قبل فوزه بجائزة نوبل بسنوات، ويعتبر البعض أن ترجمتها لرواية ميرامار هي أفضل ترجمات روايات نجيب محفوظ إلى الإنجليزية.
قامت فاطمة موسى أيضاً بترجمة عدد من أعمال ابنتها الروائية أهداف سويف التي تكتب بالإنجليزية.

## مناصبها وعضويتها في الجمعيات الأدبية والأكاديمية
عملت فاطمة موسى رئيسا لقسم اللغة الإنجليزية بجامعة القاهرة، ومقررا للجنة الترجمة بالمجلس الأعلى للثقافة، ورئيسا تنفيذيا لرابطة القلم المصرية.
الهيئات التي انتمت إليها
- الاتحاد الدولي لأساتذة اللغة الإنجليزية بالجامعات.
- الاتحاد الدولي للأدب المقارن.
- الاتحاد الدولي لدراسات شكسبير.
- الاتحاد الدولي للغات والآداب الحديثة.
- الجمعية البريطانية لدراسات الشرق الأوسط.
- الجمعية المصرية للأدب المقارن.
- الفرع المصري لنادي القلم الدولي.
- المجلس الأعلى للثقافة.

## الجوائز والتكريم
- جائزة الدولة التقديرية في الآداب سنة 1997.
- تكريم الجمعية الدولية للمترجمين واللغويين العرب سنة 2007.[2]

## الأسرة
زوجها هو مصطفى سويف، مؤسس قسم علم النفس بجامعة القاهرة؛ ابنتهما الكبرى أهداف أديبة تكتب بالإنجليزية، والوسطى ليلى أستاذة رياضيات في جامعة القاهرة وناشطة حقوقية يسارية معروفة، والأصغر علاء يعمل مهندساً.

## وفاتها
توفيت فاطمة موسى يوم 13 أكتوبر 2007.

## وصلات خارجية
- فاطمة موسى على موقع أرشيف الشارخ.

مركز الأخبار (آمان) ـ مصر: المركز القومي للترجمة يحتفي بالراحلة فاطمة موسى
د، فاطمة موسى أستاذ الأدب المقارن بجامعة القاهرة